# Pretty Girl Rock
„Pretty Girl Rock“ je píseň americké R&B zpěvačky Keri Hilson. Píseň se nachází na jejím druhém studiovém albu No Boys Allowed. Produkce se ujali producenti Ne-Yo a Chuck Harmony.

## Hitparáda
| Země           | Umístění |
| -------------- | -------- |
| Austrálie      | 81       |
| Německo        | 14       |
| Kanada         | 81       |
| Irsko          | 50       |
| Nový Zéland    | 11       |
| Japonsko       | 12       |
| USA            | 24       |
| Velká Británie | 53       |